# Шкабрња
Шкабрња (до 1991. Шкабрње) је насељено место и седиште општине у сјеверној Далмацији, у Задарској жупанији, Република Хрватска.

## Историја
Током рата у бившој Југославији (1991—1995), Шкабрња је била у саставу Републике Српске Крајине. До територијалне реорганизације у Хрватској налазила се у саставу бивше велике општине Задар.

## Становништво
На попису становништва 2011. године, општина Шкабрња је имала 1.776 становника, од чега у самој Шкабрњи 1.413.

## Попис 1991.
На попису становништва 1991. године, насељено место Шкабрње је имало 1.953 становника, следећег националног састава:
| Попис 1991.‍   | Попис 1991.‍  | Попис 1991.‍ | Попис 1991.‍ | Попис 1991.‍ |
| ------------- | ------------ | ----------- | ----------- | ----------- |
|               |              |             |             |             |
| Хрвати        | Хрвати       |             | 1.906       | 97,59%      |
| Италијани     | Италијани    |             | 1           | 0,05%       |
| Немци         | Немци        |             | 1           | 0,05%       |
| Срби          | Срби         |             | 1           | 0,05%       |
| неопредељени  | неопредељени |             | 2           | 0,10%       |
| непознато     | непознато    |             | 42          | 2,15%       |
| укупно: 1.953 |              |             |             |             |

## Познате личности
- Јосип Генда, хрватски глумац